# 威廉·斯金纳·库珀
威廉·斯金纳·库珀（英語：William Skinner Cooper，1884年8月25日—1978年10月8日）是一位美国生态学家，1906年本科毕业于阿爾瑪學院，1911年博士毕业于芝加哥大学，导师亨利·钱德勒·考尔斯。